# 海尔采格·伊什特万
海尔采格·伊什特万（匈牙利語：Herczeg István，1887年12月7日—1949年7月3日），生于奥帕特村，匈牙利前男子竞技体操运动员。他曾获得1912年夏季奥运会体操比赛男子团体全能银牌。他于1949年在绍吉毛兹去世。